# العلاقات الباكستانية الفيجية
العلاقات الباكستانية الفيجية هي العلاقات الثنائية التي تجمع بين باكستان وفيجي.

## مقارنة بين البلدين
هذه مقارنة عامة ومرجعية للدولتين:
| وجه المقارنة                                              | باكستان                     | فيجي                                                                 |
| --------------------------------------------------------- | --------------------------- | -------------------------------------------------------------------- |
| المساحة (كم2)                                             | 881.91 ألف                  | 18.27 ألف                                                            |
| عدد السكان (نسمة)                                         | 197.02 مليون                | 915.30 ألف                                                           |
| الكثافة السكانية (ن./كم²)                                 | 223.4                       | 50.1                                                                 |
| العاصمة                                                   | إسلام آباد                  | سوفا                                                                 |
| اللغة الرسمية                                             | لغة إنجليزية، اللغة الأردية | لغة إنجليزية، اللغة الفيجية، اللغة الفيجي الهندية، اللغة الهندستانية |
| العملة                                                    | روبية باكستانية             | دولار فيجي                                                           |
| الناتج المحلي الإجمالي (بليون دولار)                      | 304.95 مليار                | 5.06 مليار                                                           |
| الناتج المحلي الإجمالي (تعادل القوة الشرائية) بليون دولار | 946.67 مليار                | 8.32 مليار                                                           |
| الناتج المحلي الإجمالي الاسمي للفرد دولار أمريكي          | 1.43 ألف                    | 4.96 ألف                                                             |
| الناتج المحلي الإجمالي للفرد دولار أمريكي                 | 4.81 ألف                    | 8.79 ألف                                                             |
| مؤشر التنمية البشرية                                      | 0.538                       | 0.727                                                                |
| رمز المكالمات الدولي                                      | +92                         | +679                                                                 |
| رمز الإنترنت                                              | .pk                         | .fj                                                                  |
| المنطقة الزمنية                                           | ت ع م+05:00                 | ت ع م+12:00                                                          |

## منظمات دولية مشتركة
يشترك البلدان في عضوية مجموعة من المنظمات الدولية، منها:
| علم المنظمة | اسم المنظمة                               | تاريخ انضمام باكستان | تاريخ انضمام فيجي |
| ----------- | ----------------------------------------- | -------------------- | ----------------- |
|             | المنظمة الهيدروغرافية الدولية             | ?                    | ?                 |
|             | الاتحاد البريدي العالمي                   | ?                    | ?                 |
|             | بنك التنمية الآسيوي                       | 1966                 | 1970              |
|             | يونسكو                                    | 14 سبتمبر 1949       | 14 يوليو 1983     |
|             | البنك الدولي للإنشاء والتعمير             | 11 يوليو 1950        | 28 مايو 1971      |
|             | منظمة التجارة العالمية                    | ?                    | ?                 |
|             | وكالة ضمان الاستثمار متعدد الأطراف        | 12 أبريل 1988        | 24 سبتمبر 1990    |
|             | الاتحاد الدولي للاتصالات                  | 26 أغسطس 1947        | 5 مايو 1971       |
|             | منظمة الشرطة الجنائية الدولية             | ?                    | ?                 |
|             | مؤسسة التمويل الدولية                     | 20 يوليو 1956        | 12 يوليو 1979     |
|             | الأمم المتحدة                             | 30 سبتمبر 1947       | 13 أكتوبر 1970    |
|             | منظمة حظر الأسلحة الكيميائية              | ?                    | ?                 |
|             | المركز الدولي لتسوية المنازعات الاستشارية | 15 أكتوبر 1966       | 10 سبتمبر 1977    |

## وصلات خارجية
- موقع وزارة الخارجية الباكستانية
- موقع وزارة الخارجية الفيجية